# Frea puncticollis
Frea puncticollis är en skalbaggsart som beskrevs av Jordan 1903. Frea puncticollis ingår i släktet Frea och familjen långhorningar.
Artens utbredningsområde är São Tomé. Inga underarter finns listade i Catalogue of Life.